# Krysznaloka
Krysznaloka – subtelny wymiar egzystencji po śmierci lub sfera w zaświatach w hinduizmie, niebo Krishny. 
Dla wyznawców krysznaizmu jest to niebiańska planeta w świecie duchowym, gdzie przebywa Kryszna. Równocześnie zamieszkują krysznalokę bhaktowie. Towarzyszenie bogu w jego niebie to nagroda wynikła z zasług dla najdoskonalszych z jego wielbicieli.